# Тодос (Гватемала)
Тодос (исп. Todos) — политическая партия Гватемалы. Основана в 2012 году. Идеологически определяется как центристская или правая.

## История
В ноябре 2011 года группа из семи депутатов во главе с Роберто Алехосом откололась от партии Национальный союз надежды и вышла из партии. После того, как количество членов в группе достигло 11, они смогли сформировать парламентскую фракцию, которая стала известна как «Фиолетовые галстуки» за цвет галстуков, которые носили члены группы. Алехос начал процесс регистрации новой партии и провел переговоры с Родольфо Росалесом Гарсия-Саласом о формировании коалиции с Зелёными. 26 августа 2012 года Зелёные примкнули к Тодос.
На выборах 2015 года партия выдвинула кандидатом в президенты Лизардо Артуро Соса Лопеса, который стал 5-м из 14 кандидатов, получив 5% голосов. На выборах в Конгресс, партия получила 11% голосов и 18 из 158 мест парламента.

## Участие в выборах

### Парламентские выборы
| Год выборов | Голосов | %     | Конгресс  |
| ----------- | ------- | ----- | --------- |
| 2015        | 495 129 | 10,57 | 18 из 158 |
| 2019        |         |       | 0 из 158  |